# Jānis Balodis

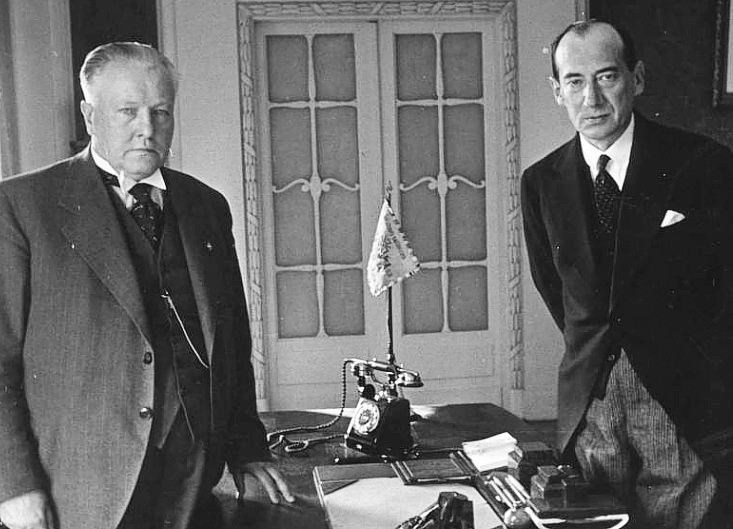
Jānis Balodis (links) mit Józef Beck 1938

Jānis Balodis (* 20. Februar 1881 in der Gemeinde Trikāta (bei Mūrmuiža); † 8. August 1965 in Saulkrasti, Lettische Sozialistische Sowjetrepublik) war ein lettischer Militär und Politiker. Er spielte eine wichtige Rolle beim lettischen Unabhängigkeitskrieg und war später Kriegsminister.

## Leben

### Jugend und Erster Weltkrieg
Jānis Balodis’ Vater war Lehrer in der Gemeinde Trikāta im damaligen Gouvernement Livland. Ab 1898 diente er in der Armee des Russischen Reiches, wo er bis 1902 die Kriegsschule in Wilna besuchte. Er nahm am Russisch-Japanischen Krieg und am Ersten Weltkrieg als Offizier und Kompaniechef teil. 1915 geriet er in deutsche Kriegsgefangenschaft.

### Lettischer Unabhängigkeitskrieg
Nach seiner Heimkehr bei Kriegsende meldete sich Balodis im Dezember 1918 zum lettischen Offiziersbataillon, welches in einem bürgerkriegsähnlichen Konflikt gegen die Armee Rätelettlands kämpfte. Nach dem Tod von Oskars Kalpaks wurde er am 21. März 1919 neuer Kommandeur und zum Oberst befördert. Ab 31. März wurde das Bataillon zur Brigade Balodis (auch südlettische Brigade) aufgestockt. Diese führte Balodis in den Kämpfen um Kurland. Militärisch war die Formation Teil der Baltischen Landeswehr und erhielt Besoldung, Uniformen und Bewaffnung vom Deutschen Reich. Politisch unterstützte Balodis jedoch die lettische bürgerliche Regierung. Er missbilligte den Baltenputsch vom 16. April 1919, verhielt sich aber loyal zur späteren Regierung von Andrievs Niedra. Nach der Einnahme Rigas am 22. Mai 1919 marschierte die Brigade in den Raum Ērgļi und machte Front nach Osten, wohin sich Reste der Armee Rätelettlands zurückgezogen hatten. Im Juni 1919 kam es zu den Kämpfen zwischen der Landeswehr und der Estnischen Republik (einschließlich des lettischen Nordkorps). Balodis verhielt sich abwartend und erklärte seine Neutralität. Nach dem Frieden von Strasdenhof am 3. Juli 1919 zog die Brigade Balodis zusammen mit dem lettischen Nordkorps in Riga ein. Die Brigade wurde zur Kurländischen Division umgebildet. Balodis wurde zum General ernannt und war einer von vier Divisionskommandeuren der neuen lettischen Armee. Bei der Abwehr der Bermont-Armee im Oktober 1919 war Balodis der Oberbefehlshaber aller lettischen Streitkräfte. Er führte 1920 die Offensive in Lettgallen gegen die Rote Armee bis zum Waffenstillstand mit der Sowjetunion. Danach quittierte er den Dienst.

### Lettische Republik
1925 wurde Balodis in das Parlament gewählt. Von 1931 bis 1940 Kriegsminister, war er 1934 am Staatsstreich von Kārlis Ulmanis beteiligt. Er vertrat eine Politik der Annäherung an die Sowjetunion, um die Unabhängigkeit Lettlands zu sichern, konnte sich jedoch nicht gegen Ulmanis durchsetzen.

### Sowjetunion
Nach der Besetzung Lettlands durch die Rote Armee im Sommer 1940 wurde Balodis am 30. Juli 1940 verhaftet und nach Russland deportiert. Nach Ausbruch des Deutsch-Sowjetischen Krieges wurde er interniert und 1952 zu 25 Jahren Gefängnis verurteilt. Im Zuge der Entstalinisierung wurde er 1956 freigelassen. Danach durfte er nach Lettland zurückkehren.
Jānis Balodis starb 1965 im Alter von 84 Jahren.